# 蕭抜剌
蕭抜剌（しょう ばつら、生没年不詳）は、遼（契丹）の軍人。字は別勒隠。

## 経歴
蕭敵烈の弟にあたる。開泰年間、兄が右夷離畢となると、郎君に補任された。のちに奚六部禿里太尉に累進した。太平9年（1029年）、大延琳が反乱を起こすと、抜剌は北院と南院の兵を率いて乱の鎮圧にあたった。蒲水で遭遇戦となったが、このとき南院の兵がひるんで退却した。手山でまた反乱軍と遭遇すると、抜剌は両院の旗幟を取り替えて武勇を鼓舞し、奮戦して反乱軍を撃破した。
重熙年間、四捷軍詳穏に転じ、引退して郷里に帰った。数年後、昭徳軍節度使として再び起用された。まもなく国舅詳穏に転じ、死去した。

## 伝記資料
- 『遼史』巻88 列伝第18